# Kishapu (huyện)
Kishapu là một huyện thuộc vùng Shinyanga, Tanzania. Thủ phủ của huyện Kishapu đóng tại Kishapu. Huyện Kishapu có diện tích 4334 ki lô mét vuông. Đến thời điểm điều tra dân số ngày 25 tháng 8 năm 2002, huyện Kishapu có dân số 239305 người.